# Diecéze farsalská
Diecéze farsalská (lat. Dioecesis Pharsalius) je římskokatolická titulární diecéze, zřízená v 18. století. Titulárním biskupským městem je Farsala v jižní Thesálii. V raně křesťanském období se jednalo o sídelní biskupství.

## Historie

### Sídelní biskupství
Biskupský stolec byl ve Farsale založen v raně křesťanských dobách, jako sufragánní k arcibiskupství v Larisse, náležející ke konstantinopolskému patriarchátu.
Z prvního tisíciletí jsou známi pouze dva sídelní biskupové z Farsaly: Perrebius, který se účastnil efezského koncilu (r. 431) a Stefano, který se zúčastnil čtvrtého konstantinopolského koncilu (879–880).

### Titulární biskupství
O dalších ordinářích nejsou dochované písemné záznamy. Jako katolické titulární biskupství byl farsalský stolec obnoven v první polovině 18. století. Někteří titulární biskupové z Farsaly obdrželi pro hac vice titul ve formě arcibiskup farsalský. Od roku 1972 je stolec vakantní.

## Seznam farsalských biskupů

### Sídelní
- Perrebio, okolo roku 431
- Stefano, okolo roku 880

### Titulární
- Mořic Adolf Saský, O.Melit., arcibiskup pro hac vice 1730–1734[2]
- Alvaro Mendoza Caamaño y Sotomayor, 1734–1747
- Manuel Quintano Bonifaz, 1749–1774
- Juan Moya, O.F.M., arcibiskup pro hac vice, 1794–1799
- Giuseppe Baccinelli, O.C.D. 1859–1868
- Luigi Rotelli, arcibiskup pro hac vice 1882–1891
- Nicola Contieri, arcibiskup pro hac vice 1891–1899
- Alessandro Bavona, arcibiskup pro hac vice 1901–1912
- Daniel Mannix, arcibiskup pro hac vice 1912–1917
- Sebastião da Silveira Cintra, arcibiskup pro hac vice 1921–1930
- Romolo Genuardi, 1931–1936
- Pio Guizzardi, 1936–1944
- Lucio Crescenzi, 1945–1945
- William Aloysius Scully, 1945–1954
- Giuseppe Schiavini, 1955–1963
- Giuseppe Cognata, S.D.B. 1963–1972